# Liste der Baudenkmale in Dransfeld
In der Liste der Baudenkmale in Dransfeld sind alle Baudenkmale der niedersächsischen Gemeinde Dransfeld im Landkreis Göttingen aufgelistet. Der Stand der Liste ist das Jahr 1993.

## Allgemein
Dransfeld wird erstmals in einer Güteraufstellung des Klosters Hilwartshausen als Threnesfelde genannt.
In den Spalten befinden sich folgende Informationen:
- Lage: die Adresse des Baudenkmales und die geographischen Koordinaten. Kartenansicht, um Koordinaten zu setzen. In der Kartenansicht sind Baudenkmale ohne Koordinaten mit einem roten Marker dargestellt und können in der Karte gesetzt werden. Baudenkmale ohne Bild sind mit einem blauen Marker gekennzeichnet, Baudenkmale mit Bild mit einem grünen Marker.
- Bezeichnung: Bezeichnung des Baudenkmales
- Beschreibung: die Beschreibung des Baudenkmales. Unter § 3 Abs. 2 NDSchG werden Einzeldenkmale und unter § 3 Abs. 3 NDSchG Gruppen baulicher Anlagen und deren Bestandteile ausgewiesen.
- ID: die Objekt-ID des Baudenkmales
- Bild: ein Bild des Baudenkmales, ggf. zusätzlich mit einem Link zu weiteren Fotos des Baudenkmals im Medienarchiv Wikimedia Commons. Wenn man auf das Kamerasymbol klickt, können Fotos zu Baudenkmalen aus dieser Liste hochgeladen werden:

## Bördel
| Lage                                                                       | Bezeichnung              | Beschreibung | ID       | Bild |
| -------------------------------------------------------------------------- | ------------------------ | --- | -------- | ---- |
| Breite Straße 51° 29′ 24″ N, 9° 47′ 26″ O                                  | Ev. Kapelle              | Die Bruchsteinkapelle mit gedrungenem Westturm und in gleicher Breite angesetztem, kurzem Kirchenschiff ist im Kern mittelalterlich. Das heutige Erscheinungsbild geht im Wesentlichen auf die Zeit nach dem Dreißigjährigen Krieg zurück. Der Innenraum ist mit einem Kreuzgratgewölbe überspannt. | 35246550 |      |
| Breite Straße 1 51° 29′ 23″ N, 9° 47′ 22″ O                                | Wohn-/Wirtschaftsgebäude | | 35246571 |      |
| Hohler Weg 3 51° 29′ 19″ N, 9° 47′ 27″ O                                   | Wohnhaus                 | Möglicherweise besteht kein Denkmalschutz mehr, da im Denkmalatlas 2020 kein Eintrag erfolgte. |          |      |
| 200 m nördlich der Kirche an einer Weggabelung 51° 29′ 29″ N, 9° 47′ 29″ O | Gedenkstein Bördel       | | 35246322 |      |

## Dransfeld
| Lage                                                                           | Bezeichnung                        | Beschreibung | ID       | Bild           |
| ------------------------------------------------------------------------------ | ---------------------------------- | --- | -------- | -------------- |
| Alte Marktstraße 22 51° 30′ 4″ N, 9° 45′ 38″ O                                 | Wohnhaus                           | Möglicherweise besteht kein Denkmalschutz mehr, da kein Eintrag im Denkmalatlas 2020 erfolgte. |          |                |
| Alte Marktstraße 24 51° 30′ 3″ N, 9° 45′ 38″ O                                 | Wohnhaus                           | | 35246402 |                |
| Alte Marktstraße 26 51° 30′ 3″ N, 9° 45′ 38″ O                                 | Wohnhaus                           | Das Gebäude wurde bereits abgerissen. |          | BW             |
| Alte Marktstraße 29 51° 30′ 3″ N, 9° 45′ 39″ O                                 | Wohnhaus                           | Möglicherweise besteht kein Denkmalschutz mehr, da kein Eintrag im Denkmalatlas 2020 erfolgte. |          |                |
| Bachstraße 51° 30′ 16″ N, 9° 45′ 26″ O                                         | Eisenbahnbrücke                    | | 35246362 | Weitere Bilder |
| Bachstraße 24 51° 30′ 6″ N, 9° 45′ 31″ O                                       | Wohnhaus                           | | 35246422 |                |
| Bachstraße 26 51° 30′ 5″ N, 9° 45′ 32″ O                                       | Wohnhaus                           | | 35246442 |                |
| Bachstraße 35 51° 30′ 4″ N, 9° 45′ 34″ O                                       | Wohnhaus                           | Möglicherweise besteht kein Denkmalschutz mehr, da kein Eintrag im Denkmalatlas 2020 erfolgte. |          |                |
| Bachstraße 42 51° 30′ 3″ N, 9° 45′ 34″ O                                       | Wohnhaus                           | Möglicherweise besteht kein Denkmalschutz mehr, da kein Eintrag im Denkmalatlas 2020 erfolgte. |          |                |
| Bahnhofsplatz 2 51° 30′ 17″ N, 9° 45′ 35″ O                                    | Bahnhof Dransfeld, Empfangsgebäude | Einzeldenkmal der Baudenkmal-Gruppe Bahnhofsplatz 2 (ID 35228754) | 35246462 |                |
| Bahnhofsplatz 2 51° 30′ 16″ N, 9° 45′ 32″ O                                    | Bahnhof Dransfeld, Nebengebäude    | Einzeldenkmal der Baudenkmal-Gruppe Bahnhofsplatz 2 (ID 35228754) | 35246485 |                |
| Bahnhofstraße 7 51° 30′ 14″ N, 9° 45′ 37″ O                                    | Wohnhaus                           | Möglicherweise besteht kein Denkmalschutz mehr, da kein Eintrag im Denkmalatlas 2020 erfolgte. |          |                |
| Bahnhofstraße 10 51° 30′ 15″ N, 9° 45′ 36″ O                                   | Schule                             | | 35246530 |                |
| Gerlandstraße 7 51° 30′ 13″ N, 9° 45′ 41″ O                                    | Ehemalige Synagoge                 | Die Synagoge Dransfeld ist ein 1810 als Synagoge der jüdischen Gemeinde Dransfeld errichteter Fachwerkbau mit verputzter Straßenfront. Er ist im Inneren gegenüber dem Ursprungszustand stark verändert. 1951–75 diente er als katholische Kapelle. | 35246591 | Weitere Bilder |
| Gerlandstraße 9 51° 30′ 13″ N, 9° 45′ 41″ O                                    | Wohnhaus                           | | 35246612 |                |
| Johannes-Jeep-Straße 2/4 51° 30′ 5″ N, 9° 45′ 28″ O                            | Wohnhaus                           | | 35246674 |                |
| Johannes-Jeep-Straße 10 51° 30′ 6″ N, 9° 45′ 29″ O                             | Wohnhaus                           | Einzeldenkmal der Baudenkmal-Gruppe Johannes-Jeep-Straße 10,12 (ID 35228768) | 35246694 |                |
| Johannes-Jeep-Straße 12 51° 30′ 6″ N, 9° 45′ 30″ O                             | Wohnhaus                           | Einzeldenkmal der Baudenkmal-Gruppe Johannes-Jeep-Straße 10,12 (ID 35228768) | 35246716 |                |
| Hoher-Hagen-Straße 2 51° 30′ 7″ N, 9° 45′ 45″ O                                | Wohnhaus                           | | 35246632 |                |
| südwestlich der Ortslage 51° 29′ 43″ N, 9° 44′ 59″ O                           | Jüdischer Friedhof                 | Jüdischer Friedhof Dransfeld | 35246297 | Weitere Bilder |
| Kantor-Forthmann-Weg 51° 28′ 38″ N, 9° 45′ 13″ O                               | Altarstein Hoher Hagen             | | 35246738 | Weitere Bilder |
| Kantor-Forthmann-Weg 51° 28′ 40″ N, 9° 45′ 18″ O                               | Gieseke-Stein Hoher Hagen          | Gedenkstein für den Ehrenbürger der Stadt Dransfeld, Exzellenz Gieseke. | 35246760 |                |
| Kirchplatz 3 51° 30′ 14″ N, 9° 45′ 36″ O                                       | Wohnhaus                           | | 35246780 |                |
| Kirchstraße 51° 30′ 12″ N, 9° 45′ 34″ O                                        | Kirche St. Martini                 | Die evangelisch-lutherische Stadtkirche St. Martini wurde nach dem verheerenden Stadtbrand 1834 im neoklassizistischen Stil neu errichtet und 1841 eingeweiht. Für den Wiederaufbau konnten von der gotischen Vorgängerkirche nur Teile des Turms übernommen werden. Architekt war der hannoversche Konsistorialbaumeister Ludwig Hellner. Der große Innenraum wird durch die weitgespannte ebene Decke und die segmentbogenförmige Apsis mit sechs hohen Säulen geprägt. Die Kirche besitzt eine umlaufende Empore, die auf der Westseite von einer breiten Orgel eingenommen wird. Die Orgel wurde 1843 bis 1845 von Balthasar Conrad Euler aus Gottsbüren bei Trendelburg gebaut, 1985 restauriert und steht seitdem unter Denkmalschutz. Die Kirche wurde von 1981 bis 1984 restauriert. Einzeldenkmal der Baudenkmal-Gruppe Kirchstraße 1,3, Lange Straße 37 (ID 35228782) Geschützt ist auch der Baumbestand um die Kirche herum. (ID 35247711) | 35246800 | Weitere Bilder |
| Kirchstraße 1 51° 30′ 13″ N, 9° 45′ 33″ O                                      | Pfarre St. Johannis, ehem.         | Einzeldenkmal der Baudenkmal-Gruppe Kirchstraße 1,3, Lange Straße 37 (ID 35228782) | 35246824 |                |
| Kirchstraße 1 51° 30′ 13″ N, 9° 45′ 31″ O                                      | Nebengebäude                       | Einzeldenkmal der Baudenkmal-Gruppe Kirchstraße 1,3, Lange Straße 37 (ID 35228782) | 35246847 |                |
| Kirchstraße 3 51° 30′ 14″ N, 9° 45′ 33″ O                                      | Pfarrhaus                          | Einzeldenkmal der Baudenkmal-Gruppe Kirchstraße 1,3, Lange Straße 37 (ID 35228782) | 35246869 |                |
| Kirchstraße 3/Pastorenberg 51° 30′ 14″ N, 9° 45′ 32″ O                         | Nebengebäude                       | Einzeldenkmal der Baudenkmal-Gruppe Kirchstraße 1,3, Lange Straße 37 (ID 35228782) | 35246892 | BW             |
| Lange Straße 51° 30′ 7″ N, 9° 45′ 23″ O                                        | Friedhof, ehem.                    | Bildet die Baudenkmal-Gruppe Friedhof Lange Straße (ID 35228797) | 35246914 | Weitere Bilder |
| Lange Straße 4 51° 30′ 9″ N, 9° 45′ 24″ O                                      | Hofanlage                          | Einzeldenkmal der Baudenkmal-Gruppe Hofanlage Lange Straße 4 (ID 35228811) | 35246978 |                |
| Lange Straße 7 51° 30′ 10″ N, 9° 45′ 22″ O                                     | Wohnhaus                           | abgerissen und durch einen Neubau ersetzt |          | BW             |
| Lange Straße 9 51° 30′ 10″ N, 9° 45′ 22″ O                                     | Wohnhaus                           | Möglicherweise besteht kein Denkmalschutz mehr, da kein Eintrag im Denkmalatlas 2020 erfolgte. |          |                |
| Lange Straße 11 51° 30′ 10″ N, 9° 45′ 25″ O                                    | Wohnhaus                           | Möglicherweise besteht kein Denkmalschutz mehr, da kein Eintrag im Denkmalatlas 2020 erfolgte. |          |                |
| Lange Straße 30/32 51° 30′ 10″ N, 9° 45′ 33″ O                                 | Wohn-/Geschäftshaus                | | 35247000 |                |
| Lange Straße 37 51° 30′ 11″ N, 9° 45′ 33″ O                                    | Wohn-/Geschäftshaus                | Einzeldenkmal der Baudenkmal-Gruppe Kirchstraße 1,3, Lange Straße 37 (ID 35228782) | 35247020 |                |
| Lange Straße (Hindenburgplatz) 51° 30′ 11″ N, 9° 45′ 34″ O                     | Ehrenmal                           | Kriegerdenkmal. Einzeldenkmal der Baudenkmal-Gruppe Kirchstraße 1,3, Lange Straße 37 (ID 35228782) | 35246958 | Weitere Bilder |
| Lange Straße 41 51° 30′ 11″ N, 9° 45′ 36″ O                                    | Wohnhaus                           | Möglicherweise besteht kein Denkmalschutz mehr, da kein Eintrag im Denkmalatlas 2020 erfolgte. |          |                |
| Lange Straße 67 51° 30′ 9″ N, 9° 45′ 44″ O                                     | Wohnhaus                           | | 35247064 |                |
| Nordstraße 2/4 51° 30′ 15″ N, 9° 45′ 38″ O                                     | Wohnhaus                           | Möglicherweise besteht kein Denkmalschutz mehr, da kein Eintrag im Denkmalatlas 2020 erfolgte. |          |                |
| Nordstraße 10 51° 30′ 14″ N, 9° 45′ 40″ O                                      | Wohnhaus                           | | 35247084 |                |
| Silostraße 51° 30′ 37″ N, 9° 46′ 17″ O                                         | Eisenbahnbrücke                    | | 35246382 | Weitere Bilder |
| Wallweg 1a 51° 30′ 12″ N, 9° 45′ 23″ O                                         | Knustturm                          | Letzter Rest der mittelalterlichen Stadtbefestigung in Dransfeld | 35247104 |                |
| Zehnstraße 14 51° 30′ 3″ N, 9° 45′ 35″ O                                       | Wohnhaus                           | | 35247125 |                |
| Dransfelder Rampe, ca. 2 km nordöstlich der Ortslage 51° 31′ 3″ N, 9° 47′ 3″ O | Eisenbahnbrücke                    | Durchlass bei Rodebusch (vulgo „Siebenringelsbrücke“) auf der Scheitelhöhe der Dransfelder Rampe | 35246342 | Weitere Bilder |

## Ossenfeld
| Lage                                                      | Bezeichnung  | Beschreibung | ID       | Bild |
| --------------------------------------------------------- | ------------ | --- | -------- | ---- |
| K 42 51° 31′ 13″ N, 9° 47′ 53″ O                          | Brücke       | Die Brücke lag südlich von Ossenfeld. Sie war Teil der Bahnstrecke Göttingen-Dransfeld-Münden. Sie wurde 1856 als prächtige Bogenbrücke aus Sandstein errichtet, nach Stilllegung der Bahnstrecke jedoch abgetragen und durch einen Damm ersetzt. |          | BW   |
| Göttinger Straße 51° 31′ 25″ N, 9° 47′ 44″ O              | Ehrenmal     | | 35247166 |      |
| Göttinger Straße 3 51° 31′ 31″ N, 9° 47′ 44″ O            | Hofanlage    | |          | BW   |
| Klostergasse/Göttinger Straße 51° 31′ 36″ N, 9° 47′ 48″ O | Hofanlage    | Möglicherweise besteht kein Denkmalschutz mehr, da kein Eintrag im Denkmalatlas 2020 erfolgte. |          | BW   |
| Am Thie 10 51° 31′ 35″ N, 9° 47′ 44″ O                    | Kreuzkapelle | Die evangelische Kapelle besitzt im Westen einen mittelalterlichen Wehrturm, an den 1774–76 ein Langhaus in Holzfachwerk-Bauweise angesetzt wurde. Bauliche Veränderungen erfolgten in den Jahren 1831 und 1844.                                  | 35247145 |      |

## Varmissen
| Lage                                                                                       | Bezeichnung           | Beschreibung | ID       | Bild |
| ------------------------------------------------------------------------------------------ | --------------------- | --- | -------- | ---- |
| Hohes Feld 2 51° 30′ 16″ N, 9° 47′ 45″ O                                                   | Wohnhaus              | | 35247210 |      |
| Varmisser Straße 51° 30′ 19″ N, 9° 47′ 42″ O                                               | Kapelle               | Die evangelische Kapelle ist ein Bruchsteinbau, der in das 14. Jahrhundert datiert wird. An den ursprünglich viergeschossigen Wehrturm mit schmalen Fensterschlitzen wurde erst wenig später ein hohes rechteckiges Langhaus angebaut. Die heutigen Fenster der Kapelle stammen aus dem 18. Jahrhundert. Das ursprüngliche Gewölbe über dem Erdgeschoss wurde später entfernt. | 35247366 |      |
| Varmisser Straße 51° 30′ 19″ N, 9° 47′ 42″ O                                               | Kirchhof              | | 35247387 |      |
| Ecke Varmisser Straße/Schulstraße 51° 30′ 19″ N, 9° 47′ 43″ O                              | Bruchsteineinfriedung | | 35247690 |      |
| Geo-Koordinate ist der ehemalige Standort, siehe Beschreibung. 51° 30′ 23″ N, 9° 47′ 30″ O | Marcus-Kreuz          | Das Marcus-Kreuz wurde nordwestlich des Dorfeinganges gefunden. Es wurde etwa um 1400 erstellt. Heute befindet sich das Radkreuz im städtischen Museum in Göttingen. |          |      |
| Schulstraße 3 51° 30′ 20″ N, 9° 47′ 48″ O                                                  | Hofanlage             | Möglicherweise besteht kein Denkmalschutz mehr, da kein Eintrag im Denkmalatlas 2020 erfolgte. |          | BW   |
| Varmissen-Weg-Krug 2 51° 30′ 26″ N, 9° 47′ 9″ O                                            | Gaststätte Weg-Krug   | ehemaliges Zollhaus an der Chaussee | 35247345 |      |
| Varmisser Straße 51° 30′ 23″ N, 9° 47′ 30″ O                                               | Kreuzstein            | Radkreuz | 35247408 |      |
| Varmisser Straße 13 51° 30′ 18″ N, 9° 47′ 44″ O                                            | Wohnhaus              | Einzeldenkmal der Baudenkmal-Gruppe Hofanlage Varmisser Straße 13 (ID 35228840) | 35247449 | BW   |
| Varmisser Straße 13 51° 30′ 19″ N, 9° 47′ 44″ O                                            | Stall                 | Einzeldenkmal der Baudenkmal-Gruppe Hofanlage Varmisser Straße 13 (ID 35228840) | 35247471 | BW   |
| Varmisser Straße 13 51° 30′ 19″ N, 9° 47′ 45″ O                                            | Speicher              | Einzeldenkmal der Baudenkmal-Gruppe Hofanlage Varmisser Straße 13 (ID 35228840) | 35247493 | BW   |
| Varmisser Straße 13 51° 30′ 18″ N, 9° 47′ 46″ O                                            | Scheune               | Einzeldenkmal der Baudenkmal-Gruppe Hofanlage Varmisser Straße 13 (ID 35228840) | 35247514 | BW   |
| Varmisser Straße 15 51° 30′ 17″ N, 9° 47′ 46″ O                                            | Wohnhaus              | Einzeldenkmal der Baudenkmal-Gruppe Hofanlage Varmisser Straße 15 (ID 35228854) | 35247536 |      |
| Varmisser Straße 15 51° 30′ 17″ N, 9° 47′ 46″ O                                            | Stall                 | Einzeldenkmal der Baudenkmal-Gruppe Hofanlage Varmisser Straße 15 (ID 35228854) | 35247558 |      |
| Varmisser Straße 22/24 51° 30′ 19″ N, 9° 47′ 40″ O                                         | Wohnhaus              | | 35247580 | BW   |